# Lodní smyčka

Diagram lodní smyčky
(s nebezpečně krátkým volným koncem)

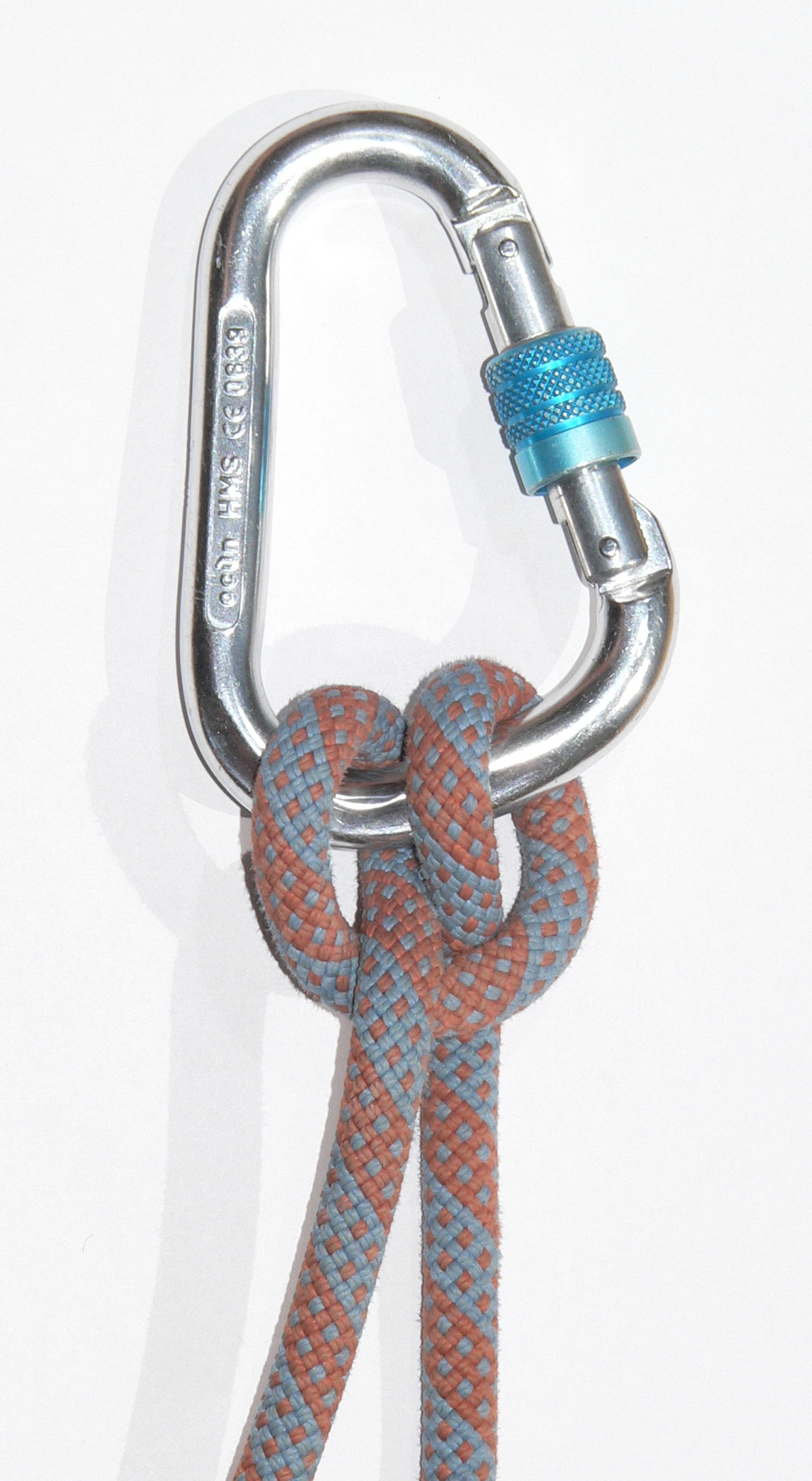
Lodní smyčka na karabině

Lodní smyčka (také lodní uzel, hovorově loďák, anglicky clove hitch , francouzsky nœud de cabestan ) je typ kotvícího uzlu. Je známa už od starověku. Od pradávna se používá pro rychlý úvaz lodě k přístavnímu molu, odtud pak pochází její název.

## Použití
Jedná se o jeden z nejdůležitějších uzlů, který najde uplatnění v mnoha oborech. Velmi často se užívá v jachtingu, protože jde, mimo jiné, o nejobvyklejší uzel k vyvazování fendrů (odrazníků), který je bezpečný i na navlněném kotvišti.

V horolezectví se běžně využívá při sebejištění na stanovišti. Snadno se váže jednou rukou a relativně snadno i rozvazuje. Další výhodou je velmi snadná úprava délky i bez rozvazování.
Nedrží na předmětech hranatého průřezu a při bočním tahu. Má tendenci k prokluzování, pokud je zatížen jen jeden pramen kluzkého nebo tenkého lana nebo při střídavém zatěžování či změnách směru zatížení. V těchto případech, zvláště na konci lana, je vhodné doplnění pojistným uzlem, nebo alespoň ponechání (velmi) dlouhého volného konce.
Při zatížení jednoho pramene sníží pevnost lana zhruba o čtvrtinu oproti ohybu v karabině, ale pro smyčky z Kevlaru a  Dyneemy více než o polovinu. Pokud je zatížen pramen bližší k zámku karabiny, sníží její nosnost. Podle jednoho z testů došlo k selhání HMS karabiny při 62 % udané pevnosti!

## Způsoby vázání
Lodní smyčku lze uvázat třemi rozdílnými způsoby.
- Nejjednodušší je si smyčku nejdříve připravit a poté ji navléknout například na kůl nebo procvaknout do karabiny. Tento způsob nelze použít tam, kde není přístupný konec ovazovaného předmětu. Máme-li obě ruce, vytvoříme oko v každé z nich a přesuneme je přes sebe. Nemáme-li, oka navlékáme či procvakáváme postupně nebo, s trochou cviku, obě oka vytvoříme i v jedné ruce.[8] Máme-li poloviční lodní smyčku, s výhodou dokončíme pouze druhé oko, případně naopak.
- Chceme-li smyčku aplikovat například na kruh či tyč, na jejíž konec nelze dosáhnout, je nutné ji vyvázat. Tento způsob je mírně obtížnější a je nutné mít k dispozici alespoň jeden konec lana.
- Takzvaná nahazovaná verze vyžaduje trochu více cviku, ale je možno ji aplikovat i z určité vzdálenosti. Na volném laně se udělá vlna, která po něm běží a převléknutím přes konec ovazovaného předmětu vytvoří první oko. Druhé oko se provede analogicky. Lze použít například při nahazování na přístavní pachole.

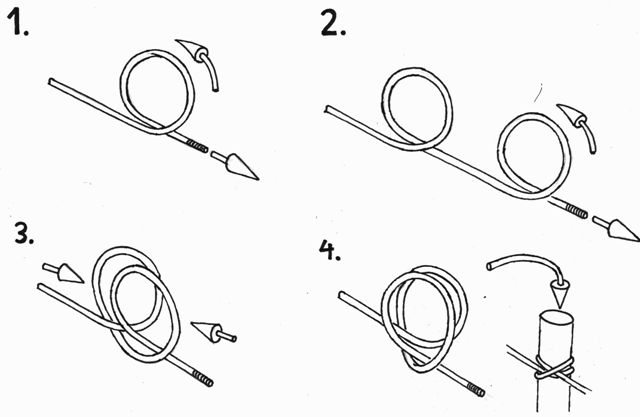
Způsob vázání
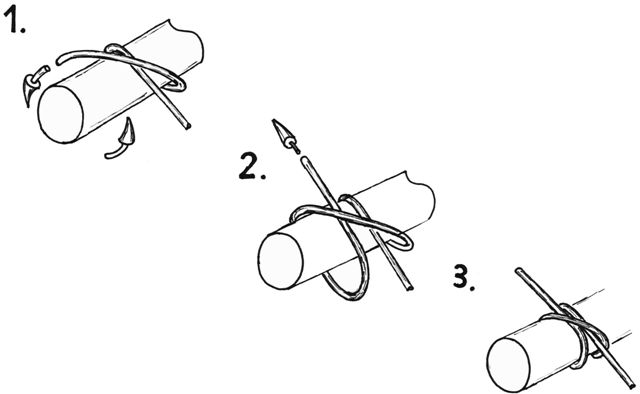
Způsob vázání (2)
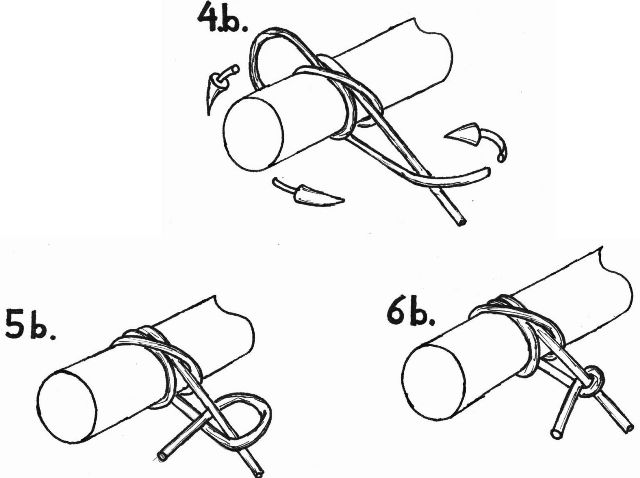
Způsob zajištění [b]